# 日本缺齿藓
日本缺齿藓（学名：Mielichhoferia japonica）为真藓科缺齿藓属下的一个种。